# 보자르 건축
보자르 건축(Beaux-Arts architecture, /boʊz ˈɑːr/ bohz AR, 프랑스어: [boz‿aʁ])은 1830년대부터 19세기 말까지 파리의 에콜 데 보자르에서 가르친 학문적 건축 양식이었다. 프랑스 신고전주의의 원리를 바탕으로 르네상스와 바로크 양식의 요소도 통합했으며 철, 유리, 나중에는 강철과 같은 현대 재료를 사용했다. 이는 19세기 말부터 20세기까지 유럽과 미국에서 특히 기관 및 공공 건물에 중요한 스타일이자 막대한 영향을 미쳤다.

## 같이 보기
- 아카데믹 미술